# О’Доэрти, Брайан
Брайан О’Доэрти (Brian O’Doherty; 4 мая 1928, Баллахадеррин, Коннахт — 7 ноября 2022, Нью-Йорк, Нью-Йорк) — ирландский концептуальный художник, скульптор, арт-критик и писатель.

## Биография
Брайан О’Доэрти появился на нью-йоркской арт-сцене в 1960-х. Он родился в Ирландии, получил медицинское образование (закончил Тринити Колледж в Дублине и Медицинскую школу Кембриджа), провёл год, работая в онкологической больнице. В 1957 он эмигрировал в США, в 1961 переехал в Нью-Йорк, где вскоре привлёк к себе внимание на растущей концептуальной арт-сцене как художник и арт-критик, работал редактором «Art in America» и художественным критиком NBC.
Брайан О’Доэрти является автором многочисленных текстов по искусству, включая книгу «American Masters» и «Inside the White Cube: Ideologies of the Gallery Space». Также он написал романы «The Strange Case of Mademoiselle P.» (1992) и номинированный в 2000 на Букеровскую премию «The Deposition of Father McGreevey»(1999).

## Творчество
В своём творчестве Брайан О’Доэрти исследует границы восприятия, языка, серийных систем, идентичности. Также он изобрёл ряд персонажей, наиболее известный из которых — Патрик Айрленд. Этот псевдоним художник взял в знак протеста против Кровавого воскресения в Дерри в 1972. 20 мая 2008 в знак признания прогресса развития мира в Ирландии Брайан О’Доэрти торжественно похоронил своё альтер эго — Патрика Айрленда — в Ирландском музее современного искусства в Дублине.
Понятие идентичности является неотъемлемой частью творчества Брайана О’Доэрти. Известный не только как художник, но и как писатель и арт-критик, телеведущий, режиссёр и педагог, он использовал различные идентичности. В «Five Identities» художник изобразил все свои альтер эго на фотографии: кроме Патрика Айрленда на снимке присутствуют Уильям Магинн (William Maginn), Мэри Джозефсон (Mary Josephson), Зигмунд Боде (Sigmund Bode) и сам Брайан О’Доэрти.
Начиная с его первого «рисунка в пространстве» в 1973, Брайан О’Доэрти начал эксперименты с деконструкцией галерейного пространства. Эти упражнения послужили основой для теоретического трактата «Inside the White Cube» (1976). Для этих инсталляций художник закрашивал стены в разные цвета и натягивал шнуры в пространстве галереи.
Лабиринт был важной темой в работе Брайана О’Доэрти с 1967, когда он впервые начал изучать его в рисунках, скульптурах, инсталляциях. Многие концептуалисты, включая Роберта Морриса, использовали тему лабиринта, привлечённые ассоциациями с древней мифологией и нефункциональными архитектурными формами. Для работы «In the Wake (of)…» (1963-64) Брайан О’Доэрти черпал вдохновение из романа-лабиринта Джеймса Джойса «Поминки по Финнегану»
В период между 1967 и 1970 Брайан О’Доэрти создавал «огамическую скульптуру». В древнем ирландском огамическом письме он нашёл идеальную серийную систему, которая позволяла ему объединять концепцию, язык и минимализм. На вертикальных скульптурах из полированного алюминия или оргстекла он вытравливал три слова «ONE, HERE, NOW» при помощи огамического письма. Древний язык также дал художнику визуальную систему, которую он впоследствии использовал в многочисленных абстрактных рисунках и живописи.
4 апреля 1966 Марсель Дюшан согласился позировать Брайану О’Доэрти для довольно нетрадиционного портрета. Врач по образованию, О’Доэрти сделал электрокардиограмму Дюшана, за которую тот поблагодарил его в типичной шутливой манере — «из глубины моего сердца». Художник трансформировал медицинскую информацию в несколько портретов, где сердцебиение присутствует как повторяющийся мотив.
На протяжении нескольких последних лет Брайан О’Доэрти создал живописную серию из крупноформатных холстов, связанную с его старым увлечением древним огамическим письмом. Хотя эти работы выглядят геометрической абстракцией, они построены на последовательности штрихов слов ONE, HERE, и NOW.